# Donja Šatornja
Donja Šatornja (en serbe cyrillique : Доња Шаторња) est un village de Serbie situé dans la municipalité de Topola, district de Šumadija. Au recensement de 2011, il comptait 686 habitants.
Donja Šatornja est située sur les bords de la rivière Jasenica.

## Démographie

### Évolution historique de la population
| 1948  | 1953  | 1961  | 1971  | 1981 | 1991 | 2002 | 2011 |
| ----- | ----- | ----- | ----- | ---- | ---- | ---- | ---- |
| 1 065 | 1 086 | 1 154 | 1 089 | 965  | 874  | 800  | 686  |

|  |